# 1569
1569 (MDLXIX) fue un año común comenzado en sábado del calendario juliano.

## Acontecimientos
- 7 de febrero: Se establece la Inquisición en América durante el reinado de Felipe II

- 1 de julio: Unión de Lublin

- Gerardus Mercator crea su famosa proyección.

- La primera Biblia protestante en lengua castellana fue impresa en Basilea en 1569, traducida por Casiodoro de Reina.

- Se detienen a todos los diputados de las cortes catalanas a orden del rey Felipe II

## Arte y literatura
- Alonso de Ercilla - La Araucana. (Primera parte).
- Francisco Franco - Tractado de la nieve y del uso della y Libro de enfermedades contagiosas y de la preseruación dellas

## Nacimientos
- 12 de septiembre: Eduardo de Braganza, primer marqués de Frechilla y Villarramiel
- 4 de noviembre: Guillén de Castro, dramaturgo español (f. 1631)

## Fallecimientos
- 10 de mayo: San Juan de Ávila, escritor ascético y religioso español.

- 5 o 9 de septiembre: Pieter Brueghel el Viejo, pintor.